# Sorprendido por la alegría
Sorprendido por la alegría (título original Surprised by Joy: The Shape of My Early Life en inglés), titulado también como Sorprendido por la alegría: el perfil de mis primeros años, Cautivado por la alegría o Cautivado por la alegría: historia de mi conversión es una autobiografía parcial de C. S. Lewis, publicada en 1955. Se centra en la conversión del autor al cristianismo más que en la descripción de eventos específicos, como en una autobiografía típica.

## Contenido
El libro cuenta con un prefacio donde Lewis expone sus motivos para escribir su autobiografía y comenta acerca de la estructura y características de la obra. A lo largo de quince capítulos, Lewis narra en orden cronológico la historia de su conversión sin hacer mención de todos aquellos detalles que considera irrelevantes para el tema tratado. 
1. Los primeros años
2. Campo de concentración
3. Mountbracken y Campbell
4. Amplío mi mente
5. Renacimiento
6. El patriciado
7. Luz y sombra
8. Liberación
9. El Gran Knock
10. La sonrisa de la Fortuna
11. Jaque
12. Armas y buena compañía
13. La nueva imagen
14. Jaque mate
15. El comienzo